# 劉鵬 (正德進士)
劉鵬（1466年—1510年），字温瑞，江西吉安府安福縣人，民籍。

## 生平
治《春秋》，行四，由國子生中式乙卯科（1495年）江西鄉試第九十四名舉人，年四十三歲中式正德三年（1508年）戊辰科會試第二百五十九名，第二甲第六十六名進士。授刑部陕西司主事，四年十一月母亲去世，三月後刘鹏亦于京师去世。

## 家族
曾祖劉永和。祖劉占魁。父劉舜。母王氏（？-1509年）。慈侍下，兄温璘、温琮、弟温璟、恭瓛、儉琚、劉讓璵（贡士）、良璲、恭瑮。